# ヒシダイ
ヒシダイ（菱鯛、学名: Antigonia capros、英: Deepbody boarfish）とは、ヒシダイ科ヒシダイ属に属す海水魚。

## 分類
ヒシダイ属の魚は18種あり、日本では本種の他にベニヒシダイ、ミナミヒシダイの計3種が知られている。かつてヒシダイはマトウダイ目に分類されていたが、『日本産魚類検索 全種の同定 第三版』（2013年）ではスズキ目ヒシダイ亜目、『Fishes of the World Fifth Edition』（2016年）ではCaproiformes（ヒシダイ目）に分類されている。2025年3月時点で、WoRMS、FishBaseでは Acanthuriformes（ニザダイ目）に分類されている。
学名の種小名の capros はギリシャ語で「イノシシ」の意味で、これはCapros aperに近縁であることを意図して命名されたものと考えられるが、現在は Antigonia と Capros は別の科に分類されている。

## 分布
太平洋、大西洋、インド洋の熱帯・亜熱帯域の、水深40メートルから900メートルに分布する。仔稚魚、幼魚時は中層、成長に伴い低層の砂泥底付近で生活する。

## 特徴
体は菱形をしており和名はそれに由来する。体色は銀色を帯びたピンク色をしており、背鰭棘条部の基底から腹鰭基底にかけて赤色の横帯がある。小さく硬い櫛鱗で覆われている。全長は最大で30センチメートル。
吻は短く口は上向きに開く（ベニヒシダイの口は水平に開く）。背鰭軟条数は30から37、臀鰭軟条数は30から35で、ミナミヒシダイはそれよりも少ない。

## 人との関わり
底引網などで漁獲されることもあるが、肉量が少ないため食用としての利用価値は少なく、また美味ではあるが漁獲量が少ないことから市場価値も低い。